# Nocardia takedensis
Espèce
Nocardia takedensis est une espèce de bactéries gram positives de la famille des Nocardiaceae isolée et caractérisée au Japon.

## Historique
Cette espèce a été décrite initialement sur la base de deux souches isolées au Japon. La souche type, MS1-3, l'a été depuis un échantillon de sédiment prélevé dans les douves du sanctuaire Takeda (préfecture de Yamanashi, Japon). La seconde souche, dénommée AS4-2 provient d'une boue activée d'une station d'épuration des eaux usées de la préfecture de Saitama.

## Description
Les bactéries de l'espèce Nocardia takedensis sont des bactéries aérobies gram positives.

## Taxonomie
Le nom correct complet (avec auteur) de ce taxon est Nocardia takedensis Yamamura et al. 2005. Le nom de cette espèce est validé en 2005 par l'ICSP. La souche type de cette espèce, est la souche MS1-3 déposée dans des banques de cultures bactériennes sous les identifiants NBRC 100417 et DSM 44801. La souche AS4-2 (NBRC 100418, DSM 44802) est considérée comme une souche de référence,.

### Étymologie
L'étymologie du nom spécifique de N. takedensis est la suivante : ta.ked.en’sis. N.L. masc./fem. adj. takedensis, lié au lieu d'isolement de l'organisme, c'est-à-dire le mausolée de Takeda.